# Огулчак Арслан-хан
Огулчак Арслан-хан или Огулчак Кадыр-хан (893—940) — последний каган Карлукского каганата (893—940). Младший сын Бильге Кюль Кадыр-хана и младший брат Базир Арслан-хана (893—920). Дядя Сатук Богра-хана, основателя Караханидского государства. Исповедовал веру тенгрианство.
При правлений старшего брата Базир Арслан-хана (893—920) имел младший титул Богра-хан. После восшествие на трон добавил титул Арслан-хан.
При правлений он столкнулся с эмиром Саманидов Исмаилом Самани (892—907) в Таласе в 893 году. После поражение он ушел в Кашгар, где он приветствовал наплыв мусульманских торговцев в город, даже позволив им построить мечеть в городе Артукс недалеко от Кашгара. Растущее присутствие мусульман привело к тайному обращению его племянника, младшего Сатука Богра-хана. Обширные сведения о его биографии, содержащиеся в поздних копиях с утерянной рукописи, датируемой предположительно концом XV — началом XVI века, «Тазкира-йи Богра-хан» («Память Богра-хану»), «носят бесспорно легендарный характер».
Согласно этим легендарным сведениям, Сатук был сыном покойного кагана Базыр Арслан-хана, внуком самопровозглашённого кагана Бильге Кюль Кадыр-хана. После смерти отца Сатук жил при дворе своего дяди, Огулчака, в городе Кашгар.
В расположенном на торговых путях Кашгаре часто останавливались караваны купцов-мусульман, также в Кашгаре укрывались политические беженцы из саманидской знати, — общение с ними постепенно склонило Сатука к их вере; боясь своего дяди, он принял и исповедовал ислам тайно, до 25 лет, когда, с помощью близких ему единоверцев и при поддержке саманидских проповедников и вельмож, заявил о своих природных правах на кашгарский престол и сверг власть своего дяди.
Сатук объявил своё имя, принятое им при обращении в ислам — Абдулькарим, и принял титул кагана, назвавшись, как и его прадед, Кара-хакан (или Кара-хан, что по-тюркски значит не только «чёрный», но и «сильнейший» хан).